# 지방도 제716호선
지방도 제716호선은 전북특별자치도 김제시 옥산동과 전주시 완산구 효자동1가를 잇는 전라북도의 지방도이다. 
김제시와 전주시를 잇는 주요도로로, 전주 시내를 제외한 전 구간이 왕복 4차로로 구성되어 있으며 전주 시내 구간은 왕복 2차로로 구성되어 있다. 또한 전북도청을 중심으로 한 서부신시가지를 거쳐가며, 완주군 이서면의 서전주 나들목에서 호남고속도로와 입체교차한다.

## 연혁
- 2015년 9월 4일 : 전북혁신도시 개발로 인해 혁신도시 내 도로구역 변경[1]

## 주요 경유지
- 김제시
  - 교월동 옥산동 (국도 제29호선과 분기) - 김제중앙병원 -
  - 요촌동 구산사거리 - 금만사거리 - 김제중앙초등학교 - 새마을작은도서관 - 터미널사거리 - 김제공용버스터미널
  - 검산동 비사벌사거리 - 검산 교차로 - 검산오거리 - 김제가교 - 순동 - 상동동
  - 용지면 점촌삼거리 - 효정리 - 불노사거리 - 부교리 - 애통리사거리

- 완주군
  - 이서면 애통리사거리 - 이문리 - 은교리 - 오목교 - 상개리 - 이서육교 - 돌꼭지 교차로 - 서전주 나들목 - 이서 교차로

- 전주시
  - 완산구 상림동 - 만성동입구 - 만절리고개 - 효자공원입구 - 전주은화학교 - 전주선화학교 - 효자동 - (서부신시가지입구) - 전주영생고등학교 - 전주대학교사범대학부설고등학교 - 전주대학교 (신정문) - 호남제일고등학교 - 전북지방중소기업청 - 전라북도선거관리위원회 - 전주우체국 - 한국농어촌공사 전북지역본부 - 이동교 - 이동교사거리 - 서전주중학교 - 효자동1가 (안행교)

## 중복 구간
- 김제시 검산동 순동 ~ 용지면 효정리 : 지방도 제735호선과 중복

## 도로명
- 김제시 옥산동 ~ 검산동 검산 교차로 : 동서로
- 김제시 검산동 검산 교차로 ~ 전주시 완산구 효자공원입구 : 콩쥐팥쥐로
- 전주시 완산구 효자공원입구 ~ (서부신시가지입구) : 효자로
- 전주시 완산구 (서부신시가지입구) ~ 전주대학교 : 천잠로
- 전주시 완산구 전주대학교 ~ 이동교사거리 : 서원로
- 전주시 완산구 이동교사거리 ~ 효자동1가 : 거마평로